# If I Lose Myself
If I Lose Myself – singel amerykańskiego zespołu poprockowego OneRepublic z ich trzeciego albumu studyjnego, Native. Utwór został wydany 8 stycznia 2013 roku jako drugi singel z albumu. Autorami piosenki są Benny Blanco, Ryan Tedder, Zach Filkins i Brent Kutzle, zaś producentami są Blanco, Tedder i Kutzle.

## Lista utworów
Digital download
- „If I Lose Myself” – 4:01

CD Singel
- „If I Lose Myself” (wersja albumowa) – 4:01
- „If I Lose Myself” (Love Thy Brother remix) – 4:03

## Wydanie i promocja

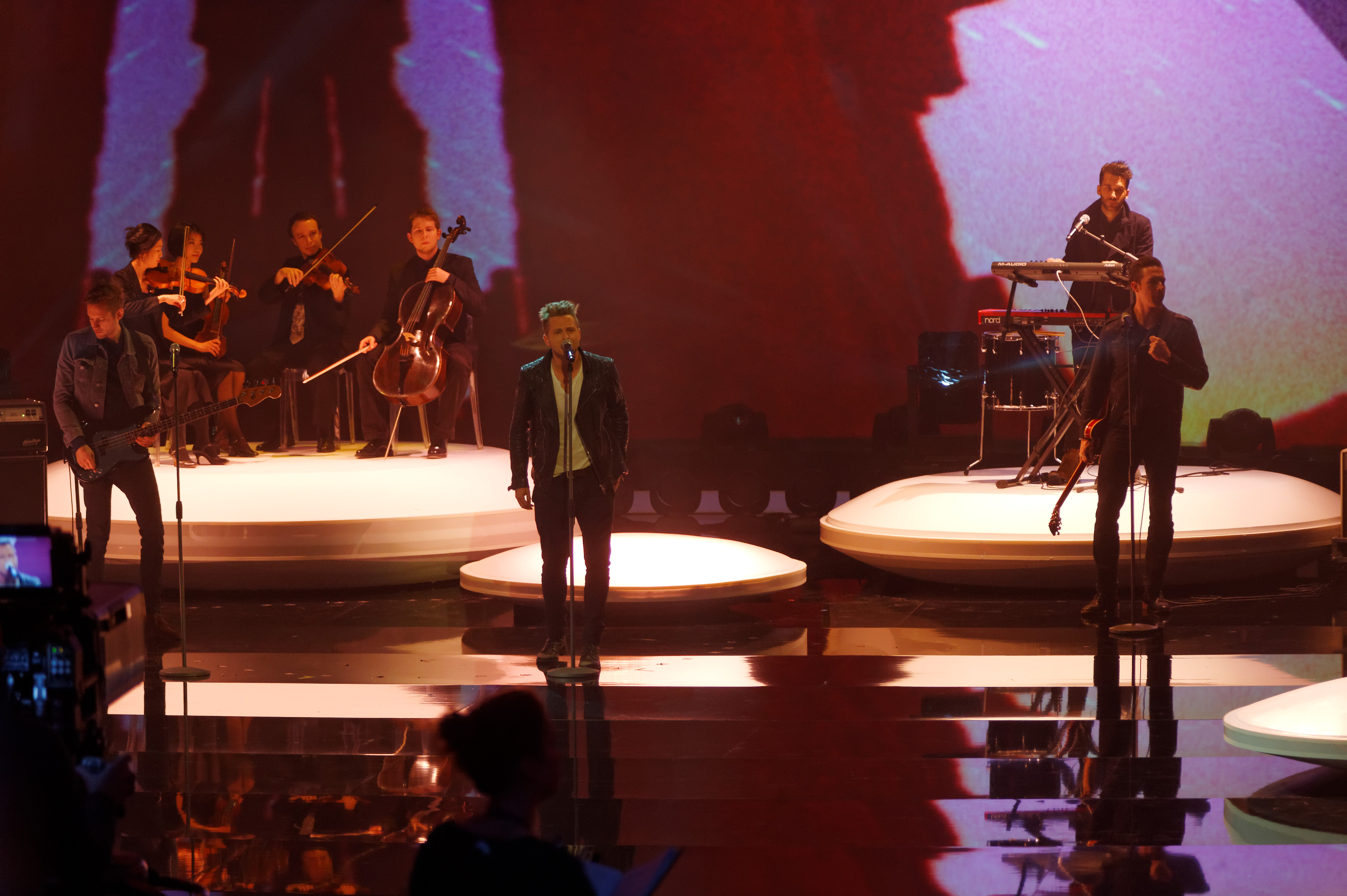
Zespół podczas wykonywania singla „If I Lose Myself” w programie Wetten, dass..?

Singel „If I Lose Myself” został wydany 8 stycznia 2013 roku. Wcześniej, 31 grudnia 2012 roku zespół po raz pierwszy wykonał utwór podczas Dick Clark's New Year's Rockin' Eve. 14 stycznia 2013 roku zespół wystąpił w programie Jimmy Kimmel Live!. 23 marca 2013 roku grupa wystąpiła w niemieckim programie Wetten, dass..?, a 26 marca 2013 roku w „Good Morning America”. 28 marca 2013 roku zespół wystąpił w Rachael Ray Show oraz wykonał „If I Lose Myself” w duecie z Katharine McPhee w programie American Idol.

## Teledysk
Teledysk do utworu „If I Lose Myself” swoją premierę miał 24 stycznia 2014 roku na kanale Vevo i został wyreżyserowany przez Michael Muller. W klipie można zobaczyć zespół tańczący i wykonujący utwór w klubie, a także grupę fanów zespołu. W całym teledysku pojawiają się motywy nawiązujące do okładki albumu Native, z którego pochodzi singel. 

## Nagrywanie i personel
Nagrywanie
- Nagrywanie: Black Rock Studios (Santoryn, Grecja); The Warehouse Studio (Vancouver, Kolumbia Brytyjska); Lotzah Matzah Studios (Nowy Jork); Patriot Studios (Denver, Kolorado); Downtown Studios(Nowy Jork); Orion Studio, (Hrabstwo Orange (Kalifornia)).
- Miksowanie: MixStar Studios (Virginia Beach, Virginia)
- Mastering: Sterling Sound (Nowy Jork)

Personel
- Tekst piosenki: Ryan Tedder, Benny Blanco, Brent Kutzle, Zach Filkins
- Produkcja: Benny Blanco, Ryan Tedder
- Współproducent: Brent Kutzle
- Miksowanie: Serban Ghenea
- Inżynier dźwięku: Smith Carlson, Ryan Tedder
- Asystent inżyniera: Scott „Yarmov” Yarmovsky, Chris Sclafani, Matthew Tryba
- Wokal wspierający: Zach Filkins, Drew Brown, Eddie Fisher, Brent Kutzle, David McGlohon
- Instrumentacja i programowanie: Benny Blanco, Ryan Tedder, Brent Kutzle, OneRepublic
- Inżynier miksowania: John Hanes
- Asystent inżyniera miksowania: Phil Seaford
- Mastering: Chris Gehringer, Will Quinnell

## Pozycje na listach i certyfikaty
| Notowanie (2013-14)                | Najwyższa pozycja |
| ---------------------------------- | ----------------- |
| Australia (Top 50 Singles)         | 14                |
| Austria (Singles Top 75)           | 5                 |
| Belgia (50 Singles Flandria)       | 46                |
| Belgia (50 Ultratip Walonia)       | 10                |
| Czechy (Radio Top 100)             | 57                |
| Francja (Top 200 Singles)          | 186               |
| Hiszpania (Single Top 50)          | 44                |
| Irlandia (Single Top 100)          | 14                |
| Kanada (Canadian Hot 100)          | 41                |
| Luksemburg (Digital Songs)         | 9                 |
| Niemcy (Single Charts)             | 6                 |
| Nowa Zelandia (Top 40 Singles)     | 18                |
| Polska (Polish Airplay Top 20)     | 5                 |
| Polska (Dance Top 50)              | 29                |
| Portugalia (Singles Top 50)        | 37                |
| Słowacja (Rádio Top 100)           | 3                 |
| Słowacja (Single Digital Top 100)  | 95                |
| Szkocja (Scottish Singles Top 40)  | 6                 |
| Szwajcaria (Singles Top 75)        | 9                 |
| Szwecja (Singles Top 60)           | 4                 |
| USA (Adult Pop Songs)              | 23                |
| USA (Dance Club Songs)             | 49                |
| USA (Dance Mix/Show Airplay)       | 10                |
| USA (Billboard Digital Songs)      | 26                |
| USA (Billboard Hot 100)            | 74                |
| USA (Billboard Pop Songs)          | 34                |
| Wielka Brytania (UK Singles Dance) | 4                 |
| Włochy (Single Top 20)             | 41                |

| Notowanie (2013)                   | Pozycja |
| ---------------------------------- | ------- |
| Austria (Singles Top 75)           | 67      |
| USA (Dance/Mix Show Airplay Songs) | 30      |

| Kraj/region   | Wydawca      | Certyfikat         |
| ------------- | ------------ | ------------------ |
| Australia     | ARIA         | 3× platynowa płyta |
| Kanada        | Music Canada | Złota płyta        |
| Niemcy        | BVMI         | Złota płyta        |
| Nowa Zelandia | RMNZ         | Złota płyta        |
| Szwajcaria    | IFPI         | Złota płyta        |
| Włochy        | FIMI         | Złota płyta        |
| Streaming     |              |                    |
| Dania         | IFPI         | Złota płyta        |

## Remiks utworu (OneRepublic vs Alesso)
Zremiksowana przez szwedzkiego DJ-a Alesso wersja utworu „If I Lose Myself” została wydana 30 marca 2013 roku w niektórych krajach. W Australii i Wielkiej Brytanii remiks utworu został wydany w lutym 2014 roku. Utwór znalazł się na albumie Alesso zatytułowanym Forever. 
Za nagranie OneRepublic i Alesso otrzymali nominację do nagrody Grammy w kategorii Najlepsze zremiksowane nagranie.

### Lista utworów
Digital download
- „If I Lose Myself” (OneRepublic vs Alesso) – 3:34

### Pozycje na listach i certyfikaty
| Notowanie (2013-14)             | Najwyższa pozycja |
| ------------------------------- | ----------------- |
| Belgia (Dance 50 Walonia)       | 27                |
| Belgia (Dance 50 Flandria)      | 21                |
| Holandia (Single Top 100)       | 89                |
| Szwecja (Veckolista Singlar)    | 4                 |
| Wielka Brytania (Singles Chart) | 8                 |

| Notowanie (2013)         | Pozycja |
| ------------------------ | ------- |
| Szwecja (Singles Top 75) | 20      |

| Kraj/region     | Wydawca | Certyfikat | Źródło |
| --------------- | ------- | ---------- | ------ |
| Wielka Brytania | BPI     | Srebro     | [ 51 ] |
| Szwecja         | IFPI    | 4x platyna | [ 52 ] |